# Хокер темпест
Хокер темпест (енгл. Hawker Tempest) је био британски једносједи ловац којег је прозводила фабрика авиона Хокер Еркрафт (Hawker Aircraft). 

## Развој
Прототип је полетио 1942, а производња је почела 1943. године. Темпест је настао великим модификацијама и преправкама Хокер Тајфуна (Hawker Typhoon). Измјене су биле многобројне, али главне су биле много тање крило и измјена усисника за хлађење мотора. Ове измјене су успјеле да произведу много бржи авион, са већом брзином пењања, уз исту снагу мотора. Главни конструктор је био Сидни Кем (Sydney Camm).

## У борби
Ушао у оперативну употребу у априлу 1944. Прве операције су укључивале обарање њемачких V-1 летећих бомби, ловачке патроле и нападе на земаљске циљеве. У децембру 1944. године, 52 њемачка ловца и 89 возова је уништено, уз губитак 20 Темпеста. Пилот са највише побједа у Темпесту је Дејвид Фербенкс (David Fairbanks), RCAF, са 12 побједа.